# Squadra bielorussa di Coppa Davis
La squadra bielorussa di Coppa Davis rappresenta la Bielorussia nella Coppa Davis, ed è posta sotto l'egida della Associazione tennistica bielorussa.
La squadra partecipa alla competizione dal 1994, e il miglior risultato della sua storia sono le semifinali raggiunte nel 2004. Fino al 1992, prima dell'ottenimento dell'indipendenza, i tennisti bielorussi giocavano per l'Unione Sovietica e per la CSI. Come in tutti gli altri sport, anche nel tennis i risultati ottenuti da queste due rappresentative sono considerati parte dell'attuale squadra russa.

## Organico 2019
Vengono di seguito illustrati i convocati per ogni singolo turno della Coppa Davis 2019. A sinistra dei nomi la nazione affrontata e il risultato finale. Fra parentesi accanto ai nomi, il ranking del giocatore nel momento della disputa degli incontri (la "d" indica che il ranking corrisponde alla specialità del doppio).
| Gruppo I - Playoff | Gruppo I - Playoff                                                                                                  |
| Portogallo (3-2)   | Egor Gerasimov (119) Ilya Ivashka (135) Uladzimir Ignatik (297) Alexander Zgirovsky (1378) Andrei Vasilevski (93 d) |
| ------------------ | --- |

## Risultati
= Incontro del Gruppo Mondiale

### 2010-2019
| Anno | Turno                       | Data             | Sede                        | Avversario           | Punteggio | Esito     |
| ---- | --------------------------- | ---------------- | --------------------------- | -------------------- | --------- | --------- |
| 2010 | Gruppo I, 1º Turno          | 5-7 marzo        | Castellaneta Marina (ITA)   | Italia               | 0–5       | Sconfitta |
| 2010 | Gruppo I, Playoff 1º Turno  | 9-11 luglio      | Minsk (BLR)                 | Paesi Bassi          | 1–4       | Sconfitta |
| 2010 | Gruppo I, Playoff 2º Turno  | 17-19 settembre  | Minsk (BLR)                 | Slovacchia           | 1–4       | Sconfitta |
| 2011 | Gruppo II, 1º Turno         | 4-6 marzo        | Minsk (BLR)                 | Bulgaria             | 4–1       | Vittoria  |
| 2011 | Gruppo II, 2º Turno         | 8-10 luglio      | Gödöllő (HUN)               | Ungheria             | 2–3       | Sconfitta |
| 2012 | Gruppo II, 1º Turno         | 10-12 febbraio   | Minsk (BLR)                 | Moldavia             | 4–1       | Vittoria  |
| 2012 | Gruppo II, 2º Turno         | 6-8 aprile       | Minsk (BLR)                 | Bosnia ed Erzegovina | 4–1       | Vittoria  |
| 2012 | Gruppo II, Playoff          | 14-16 settembre  | Łódź (POL)                  | Polonia              | 2–3       | Sconfitta |
| 2013 | Gruppo II, 1º Turno         | 1-3 febbraio     | Roquebrune-Cap-Martin (MCO) | Monaco               | 1–3       | Sconfitta |
| 2013 | Gruppo II, Playoff 1º Turno | 5-7 aprile       | Tunisi (TUN)                | Tunisia              | 3–2       | Vittoria  |
| 2014 | Gruppo II, 1º Turno         | 31 gen. - 2 feb. | Minsk (BLR)                 | Irlanda              | 4–1       | Vittoria  |
| 2014 | Gruppo II, 2º Turno         | 4-6 aprile       | Chișinău (MDA)              | Moldavia             | 1–4       | Sconfitta |
| 2015 | Gruppo II, 1º Turno         | 6-8 marzo        | Dublino (IRL)               | Irlanda              | 5–0       | Vittoria  |
| 2015 | Gruppo II, 2º Turno         | 17-19 luglio     | Istanbul (TUR)              | Turchia              | 3–2       | Vittoria  |
| 2015 | Gruppo II, Playoff          | 18-20 settembre  | Viana do Castelo (PRT)      | Portogallo           | 2–3       | Sconfitta |
| 2016 | Gruppo II, 1º Turno         | 4-6 marzo        | Cairo (EGY)                 | Egitto               | 3–1       | Vittoria  |
| 2016 | Gruppo II, 2º Turno         | 15-17 luglio     | Minsk (BLR)                 | Lettonia             | 4–1       | Vittoria  |
| 2016 | Gruppo II, Playoff          | 16-18 settembre  | Minsk (BLR)                 | Danimarca            | 4–1       | Vittoria  |
| 2017 | Gruppo I, 1º Turno          | 3-5 febbraio     | Minsk (BLR)                 | Romania              | 3–2       | Vittoria  |
| 2017 | Gruppo I, 2º Turno          | 7-9 aprile       | Minsk (BLR)                 | Austria              | 3–1       | Vittoria  |
| 2017 | Spareggi Gruppo Mondiale    | 15-17 settembre  | Bienne (CHE)                | Svizzera             | 2–3       | Sconfitta |
| 2018 | Gruppo I, 1º Turno          | 3-4 febbraio     | Sankt Pölten (AUT)          | Austria              | 0–5       | Sconfitta |
| 2018 | Gruppo I, Playoff 1º Turno  | 14-15 settembre  | Mosca (RUS)                 | Russia               | 2–3       | Sconfitta |
| 2018 | Gruppo I, Playoff 2º Turno  | 26-27 settembre  | Bratislava (SVK)            | Slovacchia           | 1–3       | Sconfitta |
| 2019 | Gruppo I, Playoff           | 13-14 settembre  | Minsk (BLR)                 | Portogallo           | 3–2       | Vittoria  |

## Andamento
La seguente tabella riflette l'andamento della squadra dal 1990 ad oggi. Le colonne grigie indicano che la squadra non ha preso parte alla manifestazione in quegli anni, in quanto la squadra non esisteva.
| Pos.           | 90 | 91 | 92 | 93 | 94 | 95 | 96 | 97 | 98 | 99 | 00 | 01 | 02 | 03 | 04 | 05 | 06 | 07 | 08 | 09 | 10 | 11 | 12 | 13 | 14 | 15 | 16 | 17 | 18 | 19 |
| -------------- | -- | -- | -- | -- | -- | -- | -- | -- | -- | -- | -- | -- | -- | -- | -- | -- | -- | -- | -- | -- | -- | -- | -- | -- | -- | -- | -- | -- | -- | -- |
| Campione       |    |    |    |    |    |    |    |    |    |    |    |    |    |    |    |    |    |    |    |    |    |    |    |    |    |    |    |    |    |    |
| Finalista      |    |    |    |    |    |    |    |    |    |    |    |    |    |    |    |    |    |    |    |    |    |    |    |    |    |    |    |    |    |    |
| SF             |    |    |    |    |    |    |    |    |    |    |    |    |    |    |    |    |    |    |    |    |    |    |    |    |    |    |    |    |    |    |
| QF             |    |    |    |    |    |    |    |    |    |    |    |    |    |    |    |    |    |    |    |    |    |    |    |    |    |    |    |    |    |    |
| OF             |    |    |    |    |    |    |    |    |    |    |    |    |    |    |    |    |    |    |    |    |    |    |    |    |    |    |    |    |    |    |
| Qualificazioni | x  | x  | x  | x  | x  | x  | x  | x  | x  | x  | x  | x  | x  | x  | x  | x  | x  | x  | x  | x  | x  | x  | x  | x  | x  | x  | x  | x  | x  |    |
| Gruppo I       |    |    |    |    |    |    |    |    |    |    |    |    |    |    |    |    |    |    |    |    |    |    |    |    |    |    |    |    |    |    |
| Gruppo II      |    |    |    |    |    |    |    |    |    |    |    |    |    |    |    |    |    |    |    |    |    |    |    |    |    |    |    |    |    |    |
| Gruppo III     | x  | x  |    |    |    |    |    |    |    |    |    |    |    |    |    |    |    |    |    |    |    |    |    |    |    |    |    |    |    |    |
| Gruppo IV      | x  | x  | x  | x  | x  | x  | x  |    |    |    |    |    |    | x  |    |    |    |    |    |    | x  | x  | x  | x  | x  | x  | x  | x  | x  |    |

Legenda
- Campione: La squadra ha conquistato la Coppa Davis.
- Finalista: La squadra ha disputato e perso la finale.
- SF: La squadra è stata sconfitta in semifinale.
- QF: La squadra è stata sconfitta nei quarti di finale.
- OF: La squadra è stata sconfitta negli ottavi di finale (1º turno). Dal 2019 sostituito dal Round Robin.
- Qualificazioni: La squadra è stata sconfitta al turno di qualificazione. Istituito nel 2019.
- Gruppo I: La squadra ha partecipato al Gruppo I della propria zona di appartenenza.
- Gruppo II: La squadra ha partecipato al Gruppo II della propria zona di appartenenza.
- Gruppo III: La squadra ha partecipato al Gruppo III della propria zona di appartenenza.
- Gruppo IV: La squadra ha partecipato al Gruppo IV della propria zona di appartenenza.
- x: Ove presente, la x indica che in quel determinato anno, il Gruppo in questione non è esistito nella zona geografica di appartenenza della squadra.